# Dying for It
Dying for It è il secondo EP del gruppo rock The Vaselines pubblicato nel 1988 da 53rd & 3rd.

## Il disco
Dying for It è stata successivamente inclusa sulla loro raccolta The Way of The Vaselines: A Complete History.
Kurt Cobain dei Nirvana ha elencato Dying for It come il suo quarto album preferito di sempre. Lui e i Nirvana hanno fatto cover di diverse canzoni dei The Vaselines tra cui Molly's Lips e Jesus Doesn't Want Me for a Sunbeam (versione di Jesus Want Me for a Sunbeam, ripubblicata dagli stessi Vaselines nel 1992), quest'ultima contenuta nel loro famoso MTV Unplugged in New York.

## Tracce
1. Dying for It
2. Molly's Lips
3. Teenage Superstars
4. Jesus Want Me for a Sunbeam